# Adel Productions
Pour les articles homonymes, voir Adel.
Adel Productions est une ancienne société française de production de cinéma fondée par Alain Delon en 1968, jusqu'en 1988.

## Historique
Adel Productions a produit vingt-sept films entre 1968 et 1986. Elle est radiée du registre du commerce et des sociétés le 11 février 1988.

## Productions
- 1969 : Jeff de Jean Herman
- 1970 : Borsalino de Jacques Deray, avec Alain Delon et Jean-Paul Belmondo
- 1970 : Sortie de secours de Roger Kahane
- 1970 : Madly de Roger Kahane
- 1971 : Doucement les basses de Jacques Deray, avec Alain et Nathalie Delon
- 1972 : Le Professeur (La prima notte di quiete) de Valerio Zurlini
- 1972 : Elles sont dingues, ces nénettes (L'uccello migratore) de Steno
- 1973 : Les Grands Fusils (Tony Arzenta) de Duccio Tessari
- 1973 : Deux hommes dans la ville de José Giovanni
- 1974 : Borsalino and Co de Jacques Deray, avec Alain Delon et Jean-Paul Belmondo
- 1974 : Les Seins de glace de Georges Lautner
- 1975 : Flic Story de Jacques Deray, avec Alain Delon et Claudine Auger
- 1975 : Le Gitan de José Giovanni
- 1976 : Monsieur Klein de Joseph Losey, avec Alain Delon et Jeanne Moreau
- 1976 : Comme un boomerang de José Giovanni, avec Alain Delon, Carla Gravina, et Dora Doll
- 1977 : Le Gang de Jacques Deray, avec Alain Delon et Laura Betti
- 1977 : Armaguedon d'Alain Jessua, avec Alain Delon et Jean Yanne
- 1977 : L'Homme pressé d'Édouard Molinaro, avec Alain Delon et Mireille Darc
- 1977 : Mort d'un pourri de Georges Lautner, avec Alain Delon et Mireille Darc
- 1978 : Attention, les enfants regardent de Serge Leroy, avec Alain Delon et Sophie Renoir
- 1979 : Le Toubib de Pierre Granier-Deferre, avec Alain Delon et Véronique Jeannot
- 1980 : Trois hommes à abattre de Jacques Deray, avec Alain Delon et Dalila di Lazzaro
- 1981 : Pour la peau d'un flic d'Alain Delon, avec Alain Delon et Anne Parillaud
- 1983 : Le Battant d'Alain Delon, avec Alain Delon et Anne Parillaud
- 1983 : Le Jeune Marié de Bernard Stora
- 1984 : Notre histoire de Bertrand Blier, avec Alain Delon et Nathalie Baye
- 1985 : Parole de flic de José Pinheiro, avec Alain Delon et Fiona Gélin
- 1986 : Le Passage de René Manzor, avec Alain Delon et Christine Boisson

## Récompenses
- Monsieur Klein a reçu, en 1977, les Césars du meilleur film, du meilleur réalisateur (Joseph Losey) et des meilleurs décors (Alexandre Trauner).
- En 1985, Notre histoire reçoit les Césars du meilleur acteur (Alain Delon) et du meilleur scénario (Bertrand Blier).